# Енвилер
Енвилер (фр. Hainvillers) насеље је и општина у североисточној Француској у региону Пикардија, у департману Оаза која припада префектури Компјењ.
По подацима из 2011. године у општини је живело 100 становника, а густина насељености је износила 33,78 становника/km². Општина се простире на површини од 2,96 km². Налази се на средњој надморској висини од 120 метара (максималној 123 m, а минималној 88 m).

## Демографија
| 1962. | 1968. | 1975. | 1982. | 1990. | 1999. | 2011. |
| ----- | ----- | ----- | ----- | ----- | ----- | ----- |
| 53    | 56    | 34    | 37    | 43    | 65    | 100   |

График промене броја становника у току последњих година